# Tony Selmersheim
Joseph Paul Anthony Selmersheim, cunoscut sub numele de Tony Selmersheim, (n. 2 iunie 1871, Saint-Germain-en-Laye⁠(d), Île-de-France, Franța – d. 16 august 1971, Ussy-sur-Marne⁠(d), Région parisienne, Franța) a fost un arhitect și decorator⁠(d) francez.

## Biografie
Joseph Paul Anthony Selmersheim s-a născut la 2 iunie 1871 în Saint-Germain-en-Laye, Yvelines. Părinții săi au fost Antoine Paul Selmersheim⁠(d), arhitect, și Madeleine (sau Marie) Victorine Louise Eugénie Napoli. Fratele său a fost Pierre Selmersheim. A devenit arhitect și a colaborat cu Charles Plumet. Selmersheim a lucrat la La Maison Moderne condusă de Julius Meier-Graefe⁠(d), ale cărei săli expuneau camere decorate în stil Art Nouveau, cu designeri precum Henry van de Velde, Victor Horta, Charles Plumet și Maurice Dufrêne.
La începutul secolului al XX-lea, parteneriatul dintre Selmersheim și Plumet a devenit cea mai importantă companie Art Nouveau din Paris. Ei au încercat să îmbine inovațiile de design britanice și belgiene cu gustul francez. Rezultatele puteau fi elegante, dar clădirile pe care le-au realizat nu erau deosebit de inovatoare, în afară de adăugarea ornamentației curbilinii, care era neobișnuită la acea vreme. Frantz Jourdain⁠(d) a scris un articol favorabil despre Selmersheim în 1904, remarcând că acesta considera că un arhitect ar trebui să fie și designer. A discutat despre o cameră completă proiectată de Selmersheim, incluzând structura, decorațiunile și mobilierul, care reușea să scutească locatarul de preocuparea de a-și face locuința locuibilă.
Gustave Soulier a considerat că Plumet și Selmersheim au fost cu adevărat inovatori în designul lor de mobilier, care combina măiestria, eleganța și funcționalitatea. Selmersheim a devenit membru al L'Art dans Tout, format din artiști decorativi. Tony Selmersheim a murit la 16 august 1971 la Ussy-sur-Marne⁠(d), Seine-et-Marne.

## Publicații
- Victor Champier, L. Bonnier, Émil Causé, Edme Couty, Jean Baptiste Auguste Dampt, Charles Louis Génuys, René Lalique, Marius Michel, Alphonse Mucha, Henri Eugène Nocq, Charles Plumet, Victor Prouvé, E. Robert, Léon Rudnicki, A. Sandier, Anthony Selmersheim, Etienne Tourette, Gustave Larroumet⁠(d) (1898). Documents d'atelier; art décoratif moderne : album contenant soixante planches en couleur. Paris: Librairie de La Revue des Arts Décoratifs.

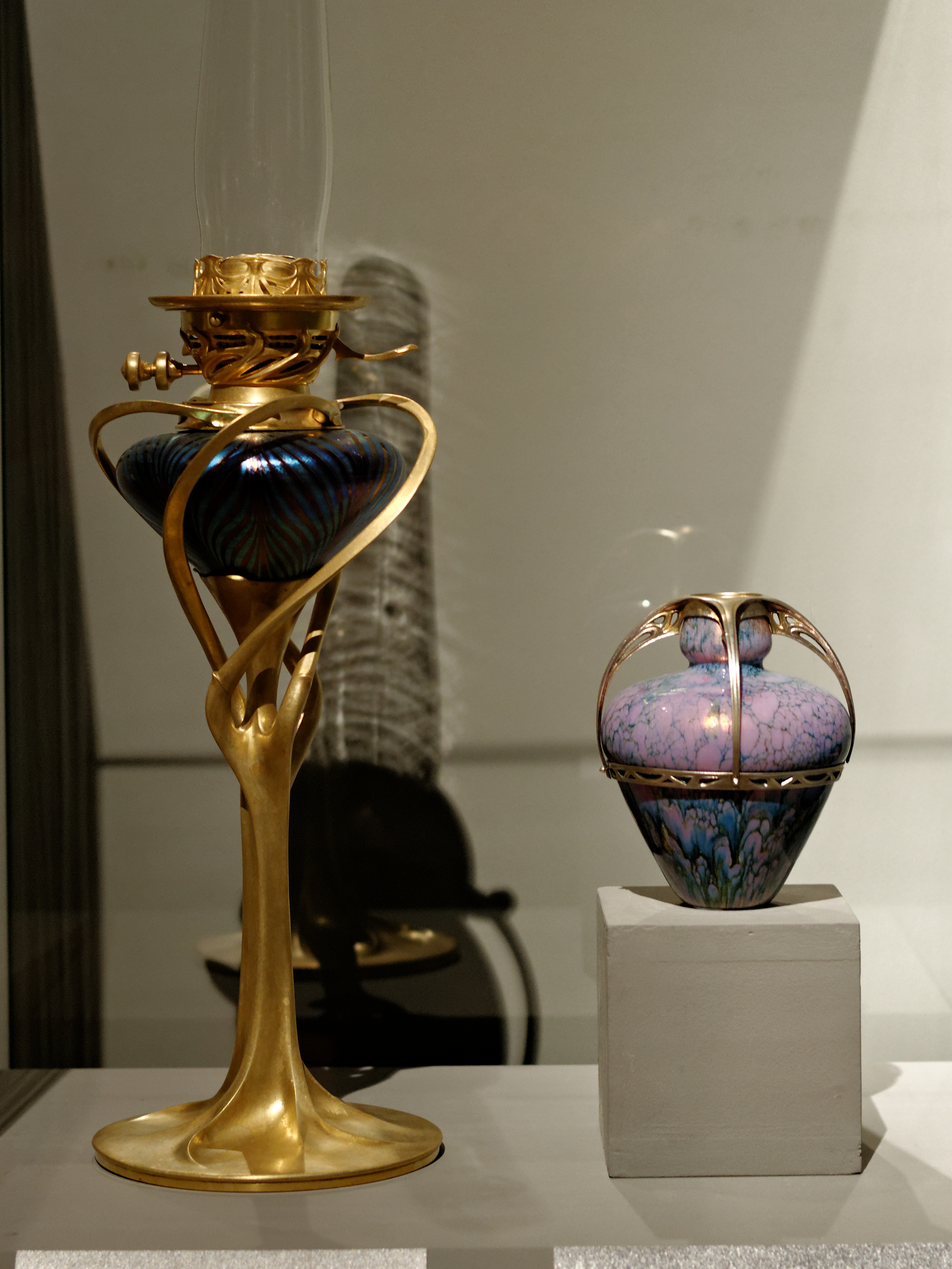
Lampă cu ulei (stânga) de Tony Selmersheim c. 1898 lângă vază de Maurice Dufrêne